# Eupatoriastrum
Eupatoriastrum là một chi thực vật có hoa trong họ Cúc (Asteraceae).

## Loài
Chi Eupatoriastrum gồm các loài: